# Gunnar Lindgren
Gunnar Lindgren (* unbekannt; † unbekannt) war ein schwedischer Radrennfahrer und nationaler Meister im Radsport.

## Sportliche Laufbahn
1955 gewann er die nationale Meisterschaft im Mannschaftszeitfahren gemeinsam mit Rune Nilsson, Clarence Carlsson und Stig Andersson. Sechsmal wurde er Titelträger in der Mannschaftswertung des Einzelzeitfahrens, wobei er mehrfach in der Einzelwertung Podiumsplätze erreichte. Seine bedeutendsten Erfolge waren die Siege in der Schweden-Rundfahrt 1953 und 1956. 1957 gewann er die Smäland-Rundfahrt. In der Internationalen Friedensfahrt war er 1955 (44. Platz) und 1958 (ausgeschieden) am Start.